# Макулодистрофия

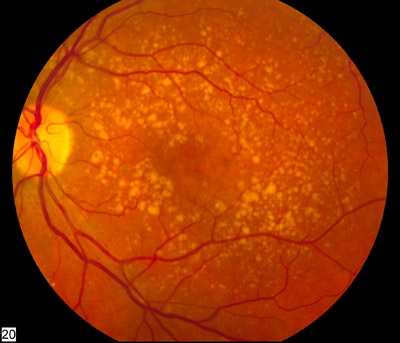
Фотография глазного дна с макулодистрофией

Макулодистрофи́я — общее название для группы заболеваний, при которых поражается сетчатка глаза и нарушается центральное зрение. В основе макулодистрофии лежит патология сосудов и ишемия (нарушение питания) центральной зоны сетчатки, которая отвечает за центральное зрение. Возрастная макулодистрофия или возрастная макулярная дегенерация (ВМД, англ. age-related macular degeneration, AMD) — одна из самых частых причин слепоты у людей старше 55 лет.
Впервые возрастная макулярная дегенерация была описана Отто Хаабом в 1885 году.

## Факторы риска
Старение само по себе является главным фактором риска. В 50-летнем возрасте у человека вероятность заболеть макулодистрофией составляет лишь 2%, и приблизительно 10% в возрасте от 66 до 74 лет. Риск возрастает до 30% у тех, кому за 75, при этом необходимо помнить, что биологический возраст может значительно отличаться от паспортного. Наиболее склонны к развитию этого заболевания женщины (поскольку они живут дольше мужчин) и люди, у которых есть наследственная предрасположенность к макулодистрофии.
Риск развития поздней стадии дегенерации желтого пятна составляет 50 % для людей, которые имеют родственников с макулодистрофией, по сравнению с 12% для людей, которые не имеют родственников с этим заболеванием. Исследователи из Саутгемптонского университета сообщили об открытии шести мутаций гена SERPING1, которые связаны с макулодистрофией. Мутации в этом гене также могут быть причиной наследственного ангионевротического отёка. Фактором риска является также принадлежность к определенной расе: вероятность потери зрения у европейцев выше, чем у африканцев.

## Причины макулодистрофии
Ученым до сих пор неизвестна причина развития макулодистрофии, нет и точного представления о том, почему разрушается жёлтое пятно. Выдвигаются и проверяются различные теории. Некоторые исследователи утверждают, что недостаток некоторых витаминов и минеральных веществ делает человека более уязвимым перед макулодистрофией. К примеру, исследования показывают, что риск макулодистрофии повышается при недостатке в организме антиоксидантов, витаминов С и Е, цинка (он присутствует в нашем организме, но концентрируется в глазах), каротиноидов лютеина и зеаксантина — пигментов непосредственно жёлтого пятна сетчатки.
По некоторым исследованиям, развитию болезни способствует диета с высоким содержанием насыщенных жиров, в то время как мононенасыщенные жирные кислоты являются потенциально защитными. В частности, потребление ω-3 жирных кислот может снизить риск заболевания.
По меньшей мере 13 исследований показали статистически значимую связь между курением и макулодистрофией с повышением риска развития заболевания от 2 до 3 раз у курящих по сравнению с никогда не курившими. При этом 5 исследований связи не обнаружили.
Одним из факторов, вызывающих развитие влажной макулодистрофии, является цитомегаловирус человека.

## Симптомы

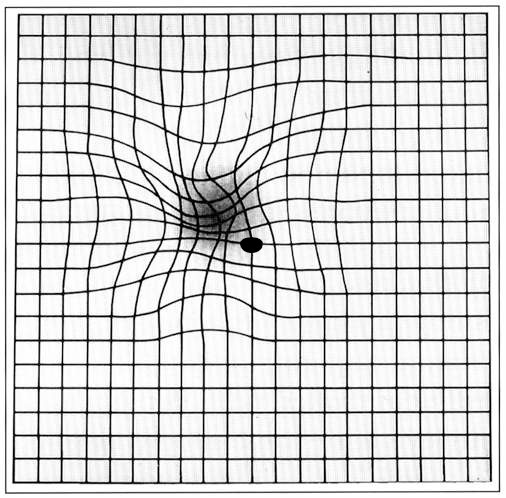
Сетка Амслера, которую используют для диагностики ВМД, содержит прямые линии и точку в центре. Наличие искривлённых линий, пятен на сетке при взгляде прямо в центр может быть признаком заболевания сетчатки.

Симптомы макулодистрофии весьма разнообразны, при этом характерны следующие первоначальные проявления:
- затуманивание зрения;
- затруднения при чтении и распознавании лиц;
- искажение прямых линий.

## Типы макулодистрофии
Макулодистрофия бывает двух типов  — сухая и влажная (экссудативная или неоваскулярная). Большинство исследователей считают эти типы начальной и конечной фазой одного заболевания. Большинство больных (около 90 %) страдают сухой формой этого заболевания, при которой накапливаются непереработанные продукты метаболизма (друзы), впоследствии оказывающие пагубное воздействие на фоторецепторы в желтом пятне сетчатки. Сухая макулодистрофия может развиваться на одном глазу, или на обоих. Намного опаснее влажная ВМД, при которой за сетчаткой начинают расти новые кровеносные сосуды в направлении желтого пятна, что приводит к локальной отслойке и, в дальнейшем, к формированию фиброзной ткани под сетчаткой с параллельной гибелью фоторецепторов в зоне поражения. Влажная макулодистрофия прогрессирует значительно быстрее, чем сухая, и практически всегда проявляется у тех людей, которые уже страдают сухой макулодистрофией.

## Лечение

### История развития лечения
Лечение "сухой" формы макулодистрофии направлено на стабилизацию патологического процесса. В основном с этой целью используют используют антиоксиданты (каротиноиды, витамины А,С,Е и др.), антоцианозиды (препараты черники) и препараты, содержащие цинк и селен. Однако эффективность биологически активных добавок (БАДов) при "сухой" ВМД доказана лишь для пациентов с дефицитом этих веществ. Другой методикой лечения "сухой" ВМД является лазерное омоложение сетчатки, которое приводит к уменьшению друз и снижению риска развития заболевания. Лазерное омоложение сетчатки воздействует на пигментный эпителий сетчатки и вызывает увеличение проницаемости мембраны Бруха, что в свою очередь замедляет или останавливает патологические процессы в сетчатке. При экссудативной форме лечение макулодистрофии направлено на «разрушение» новообразованных сосудов, или блокирование их роста и, таким образом, прекращение процессов экссудации и рубцевания. В более раннем периоде основными методами лечения были лазеркоагуляция сетчатки и фотодинамическая терапия (ФДТ) с вертепорфином (Визудин). Её принцип действия заключается в том, что вначале препарат пациенту вводится внутривенно. Из кровотока вертепорфин преимущественно поглощается новообразованными сосудами глаза, приводя к их фотосенсибилизации, и практически не оказывает влияния на пигментный эпителий сетчатки. В это время под компьютерным контролем проводится сеанс лазерного воздействия. Для этого низкоинтенсивное излучение красного лазера (длина волны 689 нм) направляется на сенсибилизированную неоваскулярную мембрану с помощью оптиковолоконного устройства. Активные формы кислорода повреждают эндотелий, и патологически изменённые, новообразованные сосуды запустевают и слипаются, кровоизлияния прекращаются. Обычно лечебный эффект сохраняется 1—1,5 года. В настоящее время метод лечения малодоступен.

### Современное лечение
К современным методам терапии относятся лазерное омоложение сетчатки для "сухой" ВМД и инъекции в глазное яблоко препаратов из группы антиангиогенных препаратов ( т.н. анти-VEGF): ранибизумаб (Луцентис), афлиберцепт (Эйлеа), бролуцизумаб (Визкью), фарицимаб (Вабисмо) для экссудативной ("влажной") формы ВМД. Вследствие хронической природы данного заболевания в большинстве случаев требуется регулярное наблюдение у офтальмолога и проведение дополнительных сеансов лечения пожизненно.
Разработки начала XXI века в области лечения влажной макулодистрофии привели к созданию препарата ранибизумаб, который создан на основе препарата бевацизумаб (Авастин), вводится в полость глаза и подавляет активность и рост новообразованных сосудов и субретинальных неоваскулярных мембран, приводя не только к стабилизации, но и к улучшению зрения. Его применение возможно как при влажной макулодистрофии, так и при диабетической ретинопатии и других заболеваниях сетчатки, сопровождающихся неоваскуляризацией, а также, в сочетании с фотодинамической терапией.
Позднее ранибизумаба появился препарат афлиберцепт, разработка которого была нацелена на увеличение длительности действия препарата после проводимой инъекции и расширение количества блокируемых патологических факторов-мишеней. Афлиберцепт имеет немного другой механизм действия — он действует как растворимый рецептор-ловушка, блокируя сразу нескольких факторов роста, воздействующих на рецепторы к VEGF, вовлеченных в патогенез заболевания (все изоформы VEGF-A, VEGF-B и PlGF). При этом до появления фарицимаба афлиберцепт (среди других зарегистрированных на тот момент на территории РФ препаратов: ранибизумаб, бролуцизумаб) был единственным препаратом, для которого была изучена, доказана возможность максимального увеличения интервала между требуемыми инъекциями (в японском контролируемом исследовании) до 16 недель, что нашло отражение в инструкции по медицинскому применению препарата в России.
Другие препараты: авацинкаптад пегол.

### Лечение «офф-лейбл»
Во всём мире, в качестве альтернативы, по финансовым соображениям, офф-лейбл используется препарат для лечения рака прямой кишки и ряда других локализаций — бевацизумаб (Авастин) в качестве инъекций в глаз. Согласно письму Росздравнадзора компания Ф.Хоффман — Ля Рош (производитель Авастина) располагает информацией о нежелательных явлениях (воспалительных заболеваниях, эндофальмитах, симптомах затуманнености зрения, образования хлопьевидных помутнений в стекловидном теле), отмеченных в Канаде после инъекций Авастина в стекловидное тело в целях лечения глазных болезней у пациентов.
Любопытно, что компания не занимаясь продвижением препарата в офтальмологии, тем не менее, не принимает активных попыток остановить его использование. Хотя препарат останавливает рост сосудов сетчатки, среди побочных эффектов противоопухолевого препарата отмечались увеличение риска целого ряда заболеваний. Системное действие препарата приводит к следующим побочным эффектам: артериальная гипертензия, артериальная тромбоэмболия (включая инфаркт миокарда, инсульт, транзиторную ишемическую атаку и другие артериальные эмболии), тромбоз глубоких вен, хроническая сердечная недостаточность, суправентрикулярная тахикардия, кровотечения, увеличение риска смерти.

### Влияние диеты на развитие заболевания
Исследование, проведенное в Университете Тафтса, позволяет предполагать, что развитие возрастной макулярной дистрофии можно предотвратить и даже остановить, отказавшись от продуктов с высоким гликемическим индексом в пользу продуктов с низким гликемическим индексом. 
Употребление овощей, богатых нитратами, например, свеклы и зелёных листьев салата, снижает риск развития ранней стадии дегенерации жёлтого пятна. В долговременном исследовании, которое продлилось 15 лет, приняли участие более двух тысяч человек старше 49 лет. У тех, кто ежедневно потреблял 100-142 миллиграмма овощных нитратов, риск развития макулодистрофии был ниже на 35 процентов, чем у тех, кто потреблял дозу примерно вдвое меньше. Превышение же этого количества не имело никаких дополнительных преимуществ.

## Прогноз
ВМД — хроническое заболевание, поэтому несмотря на лечение может прогрессировать и рецидивировать. Людям с повышенным риском следует проходить регулярное обследование у врача-офтальмолога. Лечение может значительно замедлить или остановить прогрессирование заболевания.

## Разработки
Терапевтическим подходом к лечению субретинального фиброза, связанного с неоваскулярной возрастной макулярной дегенерацией, основной причиной потери зрения у пожилых людей, может стать ингибирование ADORA2A (аденозинового рецептора 2А) с помощью малой молекулы KW6002 (истрадефиллин).